# Drei Prinzipien des Waffenexports
Die Drei Prinzipien des Waffenexports (japanisch 武器輸出三原則 Buki yushutsu sangensoku, englisch Three principles on arms export) sind Grundsätze, die die japanische Regierung zur Regulierung von Waffenexporten erlassen hat.

## Entwicklung

### Der Vorschlag Satō Eisakus
Gemäß einem Bescheid des japanischen Unterhauses unter Premierminister Satō Eisaku, der am 21. April 1967 in Kraft trat, wird der Export von Waffen in folgende Länder und Regionen nicht genehmigt:
1. in alle kommunistischen Länder
2. alle Länder, in die aufgrund von UN-Resolutionen der Export von Waffen verboten ist
3. in Länder, die sich in einem internationalen Konflikt befinden oder in denen einer zu befürchten ist.

Die drei Prinzipien entstanden als Reaktion auf die Bedenken der sozialistischen Partei Japans (SPJ) gegenüber der Unterstützung Japans für die USA während des Vietnamkriegs.

### Ergänzungen durch Miki Takeo
Am 27. Februar 1976 ergänzte der Haushaltsausschuss des japanischen Unterhauses unter Premierminister Miki Takeo die drei Prinzipien Satōs rechtskräftig um folgende Beschlüsse:
1. die drei Prinzipien gelten auch für den Export von Waffen in alle anderen Länder, die ursprünglich nicht in den drei Prinzipien genannt sind
2. der Export von Waffen in alle anderen Länder muss in Übereinstimmung mit der japanischen Verfassung und dem Devisen- und Außenhandelsrecht (Foreign Exchange and Foreign Trade Law) erfolgen und sorgfältig erwogen werden
3. der Export von Ausrüstung und Anlagen, die im Zusammenhang mit der Herstellung von Waffen stehen, wird wie der Export von Waffen behandelt.

Zudem wurde die Definition des Begriffs Waffe in den drei Prinzipien wie folgt bestimmt:
- Gegenstände, die von Truppen verwendet werden und die der Anwendung in einer unmittelbaren Gefechtssituation dienen
- konsequenterweise auch Gegenstände wie Geleitschiffe, Kampfflugzeuge und Panzer, die zum Verladen von Feuerwaffen, zur unmittelbaren körperlichen Verletzung und Tötung von Menschen, als Mittel bewaffneter Auseinandersetzung oder der Zerstörung dienen.

### Ergänzungen durch Gotōda Masaharu
Am 14. Januar 1983 wurde die Auslegung der Grundsätze um die Direktiven Gotōda Masaharus, Generalsekretär des Kabinetts Nakasone wie folgt ergänzt:
- im Hinblick auf den Vertrag über gegenseitige Kooperation und Sicherheit zwischen Japan und den Vereinigten Staaten wird die Versorgung der US-Streitkräfte mit Waffen und Technologien erleichtert und als Ausnahme von den drei Prinzipien betrachtet.

8. November 1983: Aus dem Schriftwechsel über die Versorgung Amerikas mit Waffen und Technologien auf der Grundlage des Abkommens über gegenseitige Unterstützung bei der Verteidigung zwischen Japan und den Vereinigten Staaten von Amerika(日本国とアメリカ合衆国との間の相互援助協定に基づくアメリカ合衆国に対する武器技術の供与に関する交換公文) ging der Beschluss zu einer Übereinkunft zur gegenseitigen Unterstützung bei der Verteidigung für die Versorgung der US-Streitkräfte mit Waffen und Technologien hervor.

### Versorgung der US-Streitkräfte
- Im November 1984 wurde von den Regierungen der USA und Japans die JMTC,[5] ein Komitee zur militärischen Zusammenarbeit, als Beratungsorgan gegründet.

## Allgemeiner Überblick
Die drei Prinzipien des Waffenexports verbieten den Export von Waffen in sozialistische Länder, in Länder, die einem Embargo der UN unterliegen und in aktuelle und potenzielle Konfliktregionen. In alle anderen Regionen soll der Export von Waffen zurückhaltend erfolgen, was nicht bedeutet, dass der Export verboten ist. Dennoch beharrt die japanische Regierung unter den Premierministern dreier aufeinanderfolgender Kabinette darauf Waffen und Technologien zur Herstellung von Waffen, sowie Güter, die als Waffe zweckentfremdet werden können, grundsätzlich nicht zu exportieren.
Allerdings erleichtern der Anstieg elektronischer Technologien, die der Allgemeinheit dienen sollen, und ihre breitgefächerten Anwendungsmöglichkeiten eine militärische Verwendung. Die Abgrenzung zwischen solchen elektronischen Technologien und militärischer Ausrüstung ist unklar. Außerdem zeigt das Beispiel des Toyota-Krieges im Grenzkrieg zwischen Libyen und dem Tschad, dass in Entwicklungsländer exportierte Fahrzeuge wie Pick-ups von Versorgungseinheiten zum Transport militärischer Güter verwendet werden oder dass Fahrzeuge von Militärs und Zivilisten zur Nutzung im Gefecht in sogenannte Technicals umgebaut werden, indem Waffen auf ihnen montiert werden.
Zudem führt die Tatsache, dass japanische Militärtechnik nach den drei Prinzipien des Waffenexports nicht verwendet werden darf und die Tatsache, dass Amerika durch den Golf- und den Irakkrieg selbst zu einem Land wurde, das in einen internationalen Konflikt verwickelt ist, seither zu Konflikten, da durch die von Gotōda Masaharu ergänzten Dekrete zur Versorgung der US-Streitkräfte die Möglichkeit besteht, dass japanische Technologie für militärische Zwecke zum Einsatz kommt.

## Ausnahmebestimmungen
Abgesehen von einer technischen Kooperation mit Amerika gab es bis dato eine kleine Zahl von Ausnahmen, in denen der Waffenexport von der japanischen Regierung genehmigt wurde:
- Im Juni 2006 entschied das japanische Kabinett über eine Bitte des indonesischen Staatspräsidenten Susilo Bambang Yudhoyono und genehmigte 2007 die unentgeltliche Lieferung kleiner Patrouillenboote an die indonesische Polizei im Rahmen einer öffentlichen Entwicklungszusammenarbeit als Maßnahme gegen die Piraterie in der Straße von Malakka.[7] Ausgeliefert wurden drei Schiffe mit einer Länge von 27 Metern und einer Geschwindigkeit von 30 Knoten, die aufgrund ihrer Ausstattung mit kugelsicherem Glas etc. als Waffe einzustufen sind. Die Boote wurden jedoch nicht mit Maschinengewehren oder Ähnlichem ausgerüstet.[3][8] Die Schiffe wurden von der Sumida-gawa Sōsen gebaut, die auch Schiffe der gleichen Klasse für die japanische Küstenwache herstellt. Die Schiffe wurden auf die Namen KP.HAYABUSA, KP.ANIS MADU und KP.TAK getauft und an Indonesien ausgehändigt.
- 2010 wurde die Bitte Jemens um Lieferung von Patrouillenbooten als Teil der Maßnahmen gegen die Piraterie vor der Küste Somalias geprüft.

## Sonstiges

### Ausrüstung der Selbstverteidigungsstreitkräfte
Was die Ausrüstung der japanischen Selbstverteidigungsstreitkräfte betrifft, so kann aufgrund der Ausfuhrkontrolle für Waffen die Produktion und der Verkauf ins Ausland, nicht ausgedehnt werden. Es besteht ein direkter Zusammenhang zwischen einer geringen Verlässlichkeit der Ausrüstung und kleinen Produktionszahlen. Aus diesem Grund ergibt sich ein Teufelskreis einerseits aus der Notwendigkeit die Rüstungsindustrie durch die Politik zu erhalten und andererseits die Ausrüstung auch zu verbessern. Japanische Waffen werden somit quasi nie unter realen Gefechtsbedingungen getestet.
Da die Produktionszahlen sanken, wurde die Ausrüstung zunehmend teurer während zugleich das Verteidigungsbudget schrumpft und die Gelder für die Beschaffung auch mehrfach gekürzt wurden. Länder wie die USA haben in den vergangenen Jahren – da die Rüstungsetats gekürzt wurden – die Strategie verfolgt, sich auf internationale Projekte und gemeinschaftliche Entwicklungsarbeit auszurichten. Japanischen Firmen ist aufgrund der drei Prinzipien die Teilnahme an solchen Projekten untersagt.

### Gesetzeslage
Auch wenn die drei Prinzipien des Waffenexports als Grundsatz brauchbar sind und den Export von Waffen zu verbieten, so gibt es doch hierzu im japanischen Recht keine konkreten Bestimmungen. Der Export wird durch das japanische Devisen- und Außenhandelsrecht (外国為替及び外国貿易法) und die japanischen Exportbestimmungen geregelt. Ein Warenverzeichnis der für den Export genehmigten Artikel befindet sich in Tabelle 1 des Anhangs zu den japanischen Exportbestimmungen. In dieser Tabelle (Export Trade Control Order), die entscheidet für welche Exportgüter eine Ausfuhrgenehmigung des Wirtschaftsministeriums nötig ist, sind die Sachgebiete Waffen und darüber hinaus auch Elektronik, Nachrichtentechnik, Rohstoffe, Fertigungstechnologien und doppelverwendungsfähigen Kerntechnologien weit verzweigt.
Dieses angehängte Warenverzeichnis steht in Verbindung mit Kontrollen wie der CoCom und dem Wassenaar-Abkommen und wird in angemessener Zeit ergänzt. Die Strafen für den unerlaubten Export von Waffen regelt das Devisen- und Außenhandelsgesetz. Ein Verstoß wird mit einer Gefängnisstrafe bis zu fünf Jahren oder mit einer Gefängnisstrafe bis zu drei Jahren und einer Geldstrafe geahndet. In dem Skandal von 1987, in dem Toshiba Kikai (東芝機械 englisch Toshiba Machine) gegen die CoCom-Regelungen verstieß und so ein Geschäft in Höhe von über 40 Milliarden Yen machte, entschied das Gericht auf die Zahlung einer Geldstrafe von 2 Mio. Yen und Gefängnisstrafen für Firmenangehörige, die zur Bewährung ausgesetzt wurde. Nach diesem Skandal und dem milden Urteil wurden die Strafen für den unerlaubten Export von Waffen, Massenvernichtungswaffen und Kernkraftanlagen verschärft.

### Kleinwaffen
Obgleich Japan keine militärischen Güter exportiert, so exportiert es doch eine große Zahl von Waffen. Der Bericht Überblick über Kleinwaffen des renommierten Genfer Institut the hautes études internationales et de développments von 2004 verdeutlicht, dass Japan Kleinwaffen für die nicht-militärische Verwendung, wie Jagdgewehre, Munition etc. in die USA, nach Belgien und Frankreich exportiert. Japan nimmt als Lieferant nicht militärisch genutzter Waffen weltweit Rang neun ein.